# دلار نقره‌ای (ماهی)
دلار نقره‌ای نام متداولی است که به تعدادی از ماهیان، از جنس Metynnis و دسته‌ای از ماهیان گرمسیری متعلق به خانواده کاراسینان‌ها گفته می‌شود که با پیرانا و پاکو خویشاوندی دارند. این ماهی‌های نقره‌ای تا حدودی بومی آمریکای جنوبی هستند و در بین علاقه‌مندان به نگهداری ماهی محبوب هستند.
دلار نقره‌ای بومی آب و هوای گرمسیری و در کنار رودخانه‌هایی علف‌های هرز زندگی می‌کنند. آن‌ها آب با pH ۵–۷، سختی آب تا ۱۵ dGH و محدوده دمای بهینه ۲۴–۲۸ درجه سانتی‌گراد (۷۵–۸۲ درجه فارنهایت) را ترجیح می‌دهند. رژیم غذایی آن‌ها تقریباً فقط گیاهی است و در اسارت اغلب همه گیاهان آکواریوم را می‌خورند. آنها همچنین از کرم‌ها و حشرات کوچک تغذیه می‌کنند.

## گونه‌های دلار نقره‌ای
- Metynnis altidorsalis
- Metynnis argenteus (دلار نقره‌ای)
- Metynnis fasciatus (دلار نقره‌ای راه‌راه)
- Metynnis guaporensis
- Metynnis hypsauchen (دلار نقره‌ای شریت مولر)
- Metynnis lippincottianus (دلار نقره‌ای خالدار)
- Metynnis luna (دلار نقره‌ای خال‌قرمز)
- Metynnis maculatus (دلار نقره‌ای خالدار)
- متینیس مولا
- Metynnis otuquensis
- Myloplus rubripinnis (دلار نقره‌ای قلاب‌قرمز)
- Myloplus schomburgkii (دلار نقره‌ای نوارسیاه)
- Mylossoma duriventre (میلوسوم نقره‌ای (دلار نقره‌ای شکم‌سخت))